# Volea-Dovholuțka, Strîi
Volea-Dovholuțka (în ucraineană Воля-Довголуцька) este un sat în comuna Dovholuka din raionul Strîi, regiunea Liov, Ucraina.

## Demografie
Componența lingvistică a localității Volea-Dovholuțka
     Ucraineană (99,6%)
     Alte limbi (0,4%)
Conform recensământului din 2001, majoritatea populației localității Volea-Dovholuțka era vorbitoare de ucraineană (99,6%), existând în minoritate și vorbitori de alte limbi.